# 陳家麗
陳家麗（1956年2月-）台灣作詞人，其作品有〈跟著感覺走〉、〈我的未來不是夢〉、〈和天一樣高〉等歌曲。

## 生平
陳家麗年輕時是電視劇編劇，為中視單元劇時段《創作劇坊》策劃命名，擔任編劇的單元劇曾入圍金鐘獎。偶然的機遇下，寫了一首廣告歌〈跟著感覺走〉，意外闖進華語流行音樂市場，從此展開其音樂生涯。
1988年失蹤兒童和逃家少年是當時台灣的社會問題，這種不尋常的現象激發了陳家麗的使命感，催生了公益歌曲〈把愛找回來〉。 她擔任活動的命名、統籌和企劃，說服各家唱片公司，號召了齊豫、周華健、庾澄慶、姜育恆、葉歡、張雨生、藍心湄、于台煙、許景淳、曾淑勤、薛岳等20餘位巨星歌手共相盛舉，使得〈把愛找回來〉得到熱烈的迴響。  
1988年，為了紀念1937年8月14日中華民國空軍八一四空戰大捷，陳家麗寫了〈和天一樣高〉，由張雨生演唱，鼓勵年輕人加入空軍。1990年陳家麗成立朱雀文化，成功打造了形象清新甜美的玉女歌手蘇慧倫。1995年，台灣文化界開始出現去中國化的浪潮，許多使用傳統中文的創作人掀起了移民潮。陳家麗選擇移民加拿大，潛居十年後再轉往北京，深度體驗中國生活。期間，陳家麗認識了一位優秀的眼科醫生，帶領社區為青海省藏族義診，讓失明的人得以重見光明。陳家麗有感而發，寫了〈我看見〉，由張信哲演唱。

## 部分作品
- 眾星 - 把愛找回來

- 蘇芮 - 跟著感覺走

- 苏慧伦 - 在我生命中的每一天

- 苏慧伦 - 我一个人住

- 张雨生 - 和天一样高

- 张雨生 - 我的未來不是夢

- 张雨生 - 以为你都知道

- 陶晶莹 - 天空不要为我掉眼泪

- 齐秦 - 不如这样吧

- 张信哲 - 爱就一个字

- 张信哲 - 用情

- 张信哲 - 我看見

- 张学友 - 忘记你我做不到

- 张学友 - 枕边月亮

- 张学友 - 深海

- 张学友 - 谁想轻轻偷走我的吻
- 張學友 - 藍雨

- 庾澄庆 - 让我一次爱个够

- 苏打绿 - 九月

- 姜育恒 - 像我这样的人

- 童安格 - 现在以后

- 刘德华 - 回到你身边

## 獎項
| 年份 | 獎項                                                            |
| 1990 | 入圍第1屆金曲獎「最佳年度歌曲獎」（「從來不肯對你說」作詞）     |
| 1992 | 入圍第3屆金曲獎「最佳年度歌曲獎」（「特別的愛給特別的你」作詞） |
| 2010 | 入選華語金曲獎「30年30歌」（「我的未來不是夢」作詞）            |